# Аксель Оріан-Блот
Аксель Оріан-Блот (фр. Axel Auriant-Blot, нар. 1 січня 1998) — професійний французький актор і барабанщик. Найбільш відомий за роллю Лукаса Лаллемента у французько-бельгійському драматичному серіалі «Сором. Франція».

## Біографія
Народився в Безансоні. Навчався в приватній школі École alsacienne.
У 2010 році почав працювати в драматичному театрі в складі Les Sales Gosses («Погані хлопці») — професійної дитячої акторської групи. Там він познайомився і почав працювати з Олів'є Солівересом, автором і режисером, який через кілька років дав йому роль у своїй роботі Au pays du Père Noël («У країні Діда Мороза») у театрі Матурі. Він грав цю роль протягом двох років.
Аксель вирішив стати професійним актором, коли йому було близько 16 років, дізнавшись про Мольєра на уроках літератури в школі. У 18 років він вступив у Вищу національну консерваторію драматичного мистецтва — консерваторію в IX окрузі Парижа.

## Кар'єра
У 2017 році Аксель Оріан-Блот зробив собі ім'я в театрі, зігравши в одній сцені «Звичайного життя» Седріка Шапюї.
Він зіграв Лукаса у французькій екранізації норвезької підліткової драми «Сором». Його персонаж був головним героєм третього сезону, який вийшов в 2019 році. Після виходу цього серіалу, «Skam France» став найпопулярнішою онлайн-драмою у Франції. Це вивело Акселя Оріана, а також його екранного колегу Максенса Дане-Фовеля на міжнародний рівень.
У тому ж році він почав грати в «Les 1001 vies des Urgences» («1001 надзвичайна ситуація») — новій персональній виставі.
У 2020 році він з'явився у фільмі Шарлен Фав'є «Слалом» (фільм, 2020), який був офіційно відібраний для Каннського кінофестивалю 2020 року, Ангулемського кінофестивалю 2020 року та премії Орнано-Валенті на 46-му Довільському кінофестивалі. Також у 2020 році він взяв участь у рекламній кампанії Cartier режисера Седріка Клапіша.
Аксель Оріан не тільки професійний актор, але й професійний барабанщик. Він почав грати на барабанах у 2003 році.